# Für Elise

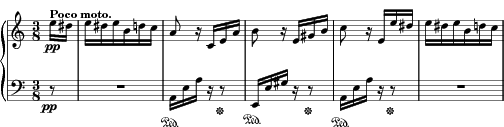
Đoạn đầu của "Für Elise"

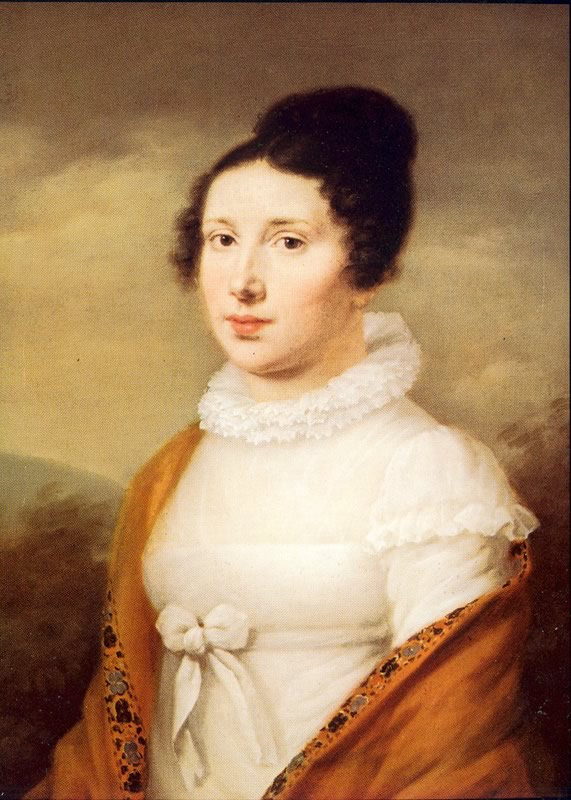
Elisabeth Röckel

Bagatelle số 25 thuộc La thứ (WoO 59 và Bia 515) cho đàn piano, thường được biết dưới tên gọi "Für Elise", là một trong những bản nhạc dành cho piano nổi tiếng nhất của Ludwig van Beethoven. Bản nhạc thường được xếp vào loại khúc nhạc ngắn bagatelle, nhưng đôi khi nó cũng được xem là một albumblatt (một tiêu đề chung cho các tác phẩm nhạc cổ điển, thường là độc tấu piano, không xuất bản, ngắn gọn và không yêu cầu kỹ thuật biểu diễn).

## Lịch sử
Bản tổng phổ (score) không được công bố rộng rãi cho đến tận năm 1867, 40 năm sau ngày mất của nhà soạn nhạc. Ludwig Nohl, người đã phát hiện ra bản nhạc khẳng định là bản thảo gốc có chữ ký đề ngày 27 tháng 4. Bản gốc này đã bị thất lạc.
Người ta vẫn chưa rõ "Elise" là ai. Nhà âm nhạc học Max Unger cho rằng Ludwig Nohl có thể đã dịch tên bài không chính xác và bản gốc có thể có tên là "Für Therese", khi ông nêu giả thuyết tên bản nhạc liên quan đến cô Therese Malfatti von Rohrenbach zu Dezza (1792–1851). Cô là người bạn và là học trò của Beethoven mà ông đã hỏi cưới vào năm 1800
, nhưng cô đã từ chối và đi lấy một nhà quý tộc và viên chức chính phủ Wilhelm von Droßdik năm 1816. Theo nghiên cứu gần đây của Klaus Martin Kopitz, có chứng cứ mong manh cho thấy bản nhạc này được viết cho ca sĩ hát giọng soprano người Đức Elisabeth Röckel (1793–1883), người sau này làm vợ nhà soạn nhạc Johann Nepomuk Hummel. "Elise" là do một linh mục giáo xứ gọi cô như vậy (mặc dù cô tự gọi mình là "Betty"), và cô trở thành bạn của Beethoven từ năm 1808. Trong khi đó người ta lại chứng minh rằng Rudolf Schachner (1816-1896), người thừa kế các bản tổng phổ nhạc của Therese von Droßdik vào năm 1851, là con trai ngoài giá thú của Babette Bredl (người này vào năm 1865 đã để cho Nohl sao chép lại các bản thảo có chữ ký của chính bà). Do đó giả thuyết của Kopitz bị bác bỏ hoàn toàn.
Nghệ sĩ piano và nhà nghiên cứu âm nhạc Luca Chiantore lập luận trong luận án tiến sĩ của ông và trong cuốn sách ông viết "Beethoven al piano" Lưu trữ ngày 10 tháng 7 năm 2011 tại Wayback Machine rằng Beethoven có thể không phải là người đã viết ra các nốt nhạc như chúng ta biết ngày nay. Chiantore cho là bản thảo gốc ban đầu mà Ludwig Nohl lấy để sao chép, có thể chưa từng tồn tại. Mặt khác, nhà âm nhạc học Barry Cooper nói trong bài viết năm 1984 trên tờ The Musical Times, rằng một trong hai bản phác thảo còn tồn tại khá giống với bản công bố. Cũng có người đề xuất là từ "Elise" ở thời đại của Beethoven chỉ đơn giản có nghĩa là 'người yêu' (sweetheart), nên bản nhạc được dành tặng cho Elise (Theresa Malfatti).